# Hans Bronkhorst (1922)
Johannes Theodorus (Hans) Bronkhorst, (Apeldoorn, 28 mei 1922 - Baarn, 23 december 2007) was een Nederlands redacteur, journalist, schrijver en vertaler.
Hans Bronkhorst werd geboren in Huis Berg en Bosch in Apeldoorn. Het gezin met zes kinderen woonde eerst in Apeldoorn. Hans was de zoon van Margaretha Bouwina Uitringa en longarts Willem Bronkhorst die geneesheer-directeur was van Berg en Bosch in Apeldoorn. In 1933 verhuisde het gezin naar Bilthoven waar zijn vader het katholieke sanatorium Berg en Bosch stichtte. Enige jaren zat Hans op de Thermiaschool aan de Gregoriuslaan. Na de middelbareschoolopleiding bezocht hij de middelbare school in Hilversum (het latere Alberdingk Thijm College). In 1945 ging hij naar Londen voor een opleiding in de journalistiek. Na zijn huwelijk met Euphemia Hendrika Maria Wachters (1923-2008) verhuisde Bronkhorst naar Baarn. Door de ziekte van zijn vrouw Feem verhuisde hij van de Eemweg naar Amaliagaarde. Hier overleed hij na een ongeluk in hun appartement en werd begraven op het kerkhof van Onze Lieve Vrouw van Altijd Durende Bijstand in Bilthoven.

## De Tijd
In 1948 werd hij chef redactie buitenland bij het dagblad De Tijd in het Kasteel van Aemstel. Bij het blad schreef hij de wekelijkse buitenlandcolumn Vrijmoedig Commentaar. In 1972 ontving Bronkhorst de prijs de Zilveren Buffel voor het artikel Afrikanisering van de kerk in Ghana. Toen het dagblad in 1974 ophield te bestaan, bleef hij nog 10
jaar redacteur van het weekblad De Tijd. Voor deze krant interviewde Bronkhorst beroemdheden als Martin Luther King, Henry Kissinger en Moeder Theresa. In totaal zou hij 37 jaar lang voor De Tijd blijven werken. Naast zijn schrijverschap vertaalde hij vele boeken. Zo verscheen in 1993 zijn vertaling van de biografie die John Michael Montias schreef over de schilder Johannes Vermeer.

## Heemkunde
De belangstelling van Hans Bronkhorst ging uit naar geschiedenis, theologie, spiritualiteit en kunst. Bijna een kwart eeuw was hij redacteur van de Historische Kring Baerne. Onderwerpen waren bijvoorbeeld Elisabeth van Gogh schreef net dichterlijke vrijheid over haar broer Vincent maar ook schreef hij over Lodewijk van Deyssel, Prins Hendrik de Zeevaarder en over het doopvont in de Pauluskerk. Hij schreef in 1999 mee aan het jubileumboek Van Baerne tot Baarn en werd onderscheiden met een erelidmaatschap. Voor de Baarnse Volksuniversiteit hield hij lezingen, onder andere over Vincent van Gogh. Bij het honderdjarig bestaan van de plaatselijke Nicolaaskerk werkte hij mee aan de uitgave Hoe lief is mij uw woning heer.
Voor Tussen Vecht en Eem en de Historische Vereniging Maartensdijk schreef hij over het landgoed Pijnenburg.

### Vertalingen
- Vermeer en zijn milieu; (1993) (uit het Engels), De Prom, Baarn. Oorspronkelijke titel "Vermeer and his milieu" - John Michael Montias, Princeton University Press)[4] ISBN 90-6801-228-2
- Vincent van Gogh zijn leven zijn werk; (1990) uitgeverij M&P, Weert ISBN 90-6590-394-1
- Het huiveringwekkende hemelbed en andere bloedstollende verhalen; (1990) Arachne  ISBN 90-6276-026-0
- Het Vaticaan; (1989) Ambo|Anthos uitgevers  ISBN 90-263-0829-9
- Het Vaticaan: de kleinste grootmacht ter wereld; (1987) van Peter Hebblethwaite, (uit het Engels), Ambo Baarn  ISBN 90-263-0829-9
- Het Onze vader: overwegingen over het gebed des Heren/Johannes Paulus II; (1987) (uit Duits), Arbor, Baarn vertaling van "Das vaterunser: Betrachtungen über das Gebet des Herrn". - Ostfjildern, Schwabenverlag  ISBN 90-5158-010-X
- De dode hand en andere huiveringwekkende verhalen; (1983) Keizer,  ISBN 90-6276-014-7
- Victoriaanse vertellingen; (1959) Engelse korte verhalen uit de 19e eeuw. samengesteld, ingeleid en vertaald (uit het Engels) Elsevier pocket E 16 NL,  ISBN 9065210245
- De laatste Latinist; (1950); (uit het Engels), De Tijd (oorspronkelijke titel Scott-King's modern Europe door Evelyn Waugh Boeknummer: 79878

Hoorspelen
- De Seinwachter; (3 januari 1986) Geronimohoorspelen, KRO
- De moord op de antiquair; hoorspel naar het verhaal Markheim (1986) van Robert Louis Stevenson. Uitgezonden door de KRO

### Artikelen
- Dagblad De Tijd
- Historische Vereniging Baerne, Tussen Vecht en Eem en de Historische Vereniging Maartensdijk
- Bisdomblad van het bisdom Den Bosch

- Gemeinsame Normdatei: 1155730801
- International Standard Name Identifier: 0000 0001 1963 7181
- Library of Congress Control Number: n80090585
- Nederlandse Thesaurus van Auteursnamen: 070928762
- Virtual International Authority File: 8015152381805301950009
- WorldCat: E39PBJcR9FQ7RYTQ6bvVd97vHC